# Plecoglossus
Plecoglossus is een geslacht van de straalvinnige vissen uit de familie van de Plecoglossidae.

## Soorten en ondersoorten
- Plecoglossus altivelis (Temminck & Schlegel, 1846) – Ayu
  - Plecoglossus altivelis altivelis (Temminck & Schlegel, 1846)
  - Plecoglossus altivelis chinensis Wu & Shan, 2005
  - Plecoglossus altivelis ryukyuensis Nishida, 1988